# ラ・フォル・ジュルネ TOKYO
ラ・フォル・ジュルネ TOKYO（ラ・フォル・ジュルネ トーキョー、フランス語: La Folle Journée TOKYO）は、2005年（平成17年）から毎年ゴールデンウィーク頃に東京で行われているクラシック音楽を中心とした催しである。2005年（平成17年）の初開催時から2017年（平成29年）まではラ･フォル･ジュルネ･オ･ジャポン「熱狂の日」音楽祭と呼ばれていたが、2018年（平成30年）からはラ・フォル・ジュルネ TOKYOと名称を変更した。
東京での開催の成功を受け、2008年（平成20年）から2016年（平成28年）には金沢市でラ・フォル・ジュルネ金沢「熱狂の日」音楽祭、2010年（平成22年）から2017年（平成29年）には新潟市でラ・フォル・ジュルネ新潟「熱狂の日」音楽祭、大津市でラ・フォル・ジュルネびわ湖「熱狂の日」音楽祭、2011年（平成23年）から2013年（平成25年）には鳥栖市でラ・フォル・ジュルネ鳥栖「熱狂の日」音楽祭が開催された。本項では金沢、新潟、大津、鳥栖で開催された音楽祭についても取り上げる。

## 概要
1995年（平成7年）よりフランスのナントで開催されているラ・フォル・ジュルネの日本版で、2005年（平成17年）に開始された。フランス同様、演奏家の選出や演奏会の選曲はルネ・マルタンによって行なわれている。
「一流の演奏を低料金で提供し、明日のクラシック音楽の新しい聴衆を開拓する」という基本理念のもとに、選曲はクラシック初心者から上級者まで楽しめるように配慮されている。また年齢による入場制限をせず幼児や子供が入場できる公演もあり、家族でクラシック音楽を楽しむことができる。
有料公演は東京国際フォーラム内にあるA、B7、B5、C、D7の5つのホールと会議棟であるG402、G409の2部屋に加え相田みつを美術館をフル活用し、朝から夜遅くまで1公演45分から60分程度、長いものでも90分程度のコンサートが数多く同時に開かれ、入場料も概ね1公演1500円から4000円と安く設定されている。
同時に、東京国際フォーラム内や丸の内地区のビルなどで無料演奏会や講演、展示会、ワークショップなどのイベントが開催されている。2018年（平成30年）には池袋地区にも会場を設けられた。
無料公演は、東京近郊のアマチュア演奏家や団体を中心に行われるが、プロの演奏家や音楽家の参加もある。その他イベントでは子ども向けの演奏会、演奏者向けのマスタークラス、音楽史などの講演会、クラシック関連の映画上映などが開催される。これらのうち、ホール内の展示会場で開催されるものには有料公演の半券が必要となるが、イベント自体は無料の場合が多い。
有料公演と無料公演とをあわせ、一日に多くの演奏を楽しむことができ、国際フォーラムの中庭に屋台や物販ブースが出店されるなどお祭りの雰囲気を出している。
主催者発表では、初開催の2005年（平成17年）は32万人が来場。周辺で行われた関連イベントを含めると2007年（平成19年）には約106万人、2010年（平成22年）には80万7900人もの観客を動員し、ゴールデンウィークの東京の一大イベントであると同時に、単一の音楽祭としては日本最大級となっている。
音楽祭の特徴であったテーマ作曲家制は結局根付かず、ここ数年は様々な作曲家の作品を演奏できるよう、曖昧なテーマが設定されるようになった。

## 東京公演の概要

### 主催等
- 主催: 東京国際フォーラム
- 企画制作: CREA / KAJIMOTO

### テーマ
- 2005年（平成17年）4月29日 - 5月1日
「ベートーヴェンと仲間たち」
- 2006年（平成18年）5月3日 - 6日
「モーツァルトと仲間たち」
- 2007年（平成19年）5月2日 - 6日
「民族のハーモニー」
- 2008年（平成20年）5月2日 - 6日（丸の内及び周辺地域は4月29日から）
「シューベルトと仲間たち」
- 2009年（平成21年）5月3日 - 5日（丸の内及び周辺地域は4月28日から）
「バッハとヨーロッパ」
- 2010年（平成22年）5月2日 - 4日（丸の内及び周辺地域は4月28日から）
「ショパンの宇宙」
- 2011年（平成23年）5月3日 - 5日（丸の内及び周辺地域は4月28日から）
「とどけ! 音楽の力　広がれ! 音楽の輪」と題し、ナントの本家同様「タイタンたち」[注釈 5]という主題の予定だったが、東日本大震災によって東京国際フォーラムのAホール、B5、B7ホールが使用できず、一部の海外演奏家が福島第一原子力発電所事故の影響で来日しなかったこと等で変更[6]。当初予定されていた上述の作曲家達の作品が中心に演奏。
- 2012年（平成24年）5月3日 - 5日[注釈 6]
「サクル・リュス」ロシアの祭典
- 2013年（平成25年）5月3日 - 5日
「パリ、至福の時」
- 2014年（平成26年）5月3日 - 5日
「10回記念　祝祭の日」
- 2015年（平成27年）5月2日 - 4日
「PASSION」ルネサンス期から現代まで、恋と祈りといのちの音楽
- 2016年（平成28年）5月3日 - 5日
「ナチュール」自然と音楽
- 2017年（平成29年）5月4日 - 6日
「ラ・ダンス」舞曲の祭典
- 2018年（平成30年）5月3日 - 5日
「モンド・ヌーヴォー　新しい世界へ」
- 2019年（令和元年）5月3日 - 5日
「ボヤージュ 旅から生まれた音楽(ものがたり)」[7]
- 2020年（令和2年）5月2日 - 4日、新型コロナウイルスの世界的な感染拡大の影響を受け、開催を中止[8]。
- 2021年（令和3年）、「ラ・プティット・フォル・ジュルネ2021」として一日のみの開催とするはずだったが「蔓延防止等重点措置」発令の為中止。
- 2022年（令和4年）、開催が見通せないことを理由に開催を見合わせを発表。
- 2023年（令和5年）5月4日 - 6日[注釈 7]
「Beethoven」ベートーヴェン
- 2024年（令和6年）5月3日 - 5日
「Origines　すべてはここからはじまった」
- 2025年（令和7年）5月3日 - 5日
「Mémoires（メモワール） ― 音楽の時空旅行」

### 会場
- 東京国際フォーラム
- よみうりホール
- よみうり大手町ホール(2014年-)
- 丸の内地区
- 池袋地区[注釈 8]

## かつて開催されていた都市

### 新潟
主催等
- 主催: ラ・フォル・ジュルネ新潟「熱狂の日」音楽祭実行委員会（新潟市芸術文化振興財団、新潟市音楽芸能協会、新潟商工会議所、新潟市国際交流協会、新潟日報社、新潟青年会議所、新潟・フランス協会、新潟市中学校長会、にいがた音楽協会、新潟市）
- 企画制作: CREA / KAJIMOTO

日程とテーマ
- 2010年（平成22年）4月30日、5月1日
「ショパンとバロック」
- 2011年（平成23年）5月6日 - 8日（プレイベントは5月1日から5月5日）
「ウィーンのベートーヴェン」
- 2012年（平成24年）4月27日 - 29日
「サクル・リュス」ロシアの祭典
- 2013年（平成25年）4月26日 - 28日
「モーツァルト」
- 2014年（平成26年）4月25日 - 27日
「三都物語　ウィーン・プラハ・ブダペスト  - ドナウとモルダウの間で - 」
- 2015年（平成27年）5月8日 - 10日
「パシオン - 恋する作曲家たち -」
- 2016年（平成28年）4月28日 - 30日
「ナチュール - 自然と音楽 -」
- 2017年（平成29年）4月28日 - 30日
「ラ・ダンス - 舞曲の祭典 -」

会場
- りゅーとぴあ
- 新潟市音楽文化会館
- 燕喜館

### 大津
主催等
- 主催: 公益財団法人びわ湖ホール
- 企画制作: CREA、KAJIMOTO、公益財団法人びわ湖ホール

日程とテーマ
- 2010年（平成22年）5月2日
「ショパンとモーツァルト」
- 2011年（平成23年）4月29日、30日
「ウィーンのベートーヴェン」
- 2012年（平成24年）4月28日 - 30日
「サクル・リュス」ロシアの祭典
- 2013年（平成25年）4月27日 - 29日
「至福の時  - 19世紀からのフランスとスペインの音楽 -」
- 2014年（平成26年）4月27日 - 29日
「ウィーンとプラハ - 音楽の都へ -」
- 2015年（平成27年）5月2日 - 3日
「パシオン・バロック - バッハとヘンデル -」
- 2016年（平成28年）4月29日 - 5月1日
「ナチュール - 自然と音楽 -」
- 2017年（平成29年）4月28日 - 30日
「ラ・ダンス - 舞曲の祭典 -」

会場
- 滋賀県立芸術劇場 びわ湖ホール
- ピアザ淡海 滋賀県立県民交流センター
- 遊覧船ミシガン

### 金沢
主催等
- 主催: ラ・フォル・ジュルネ金沢音楽祭実行委員会、石川県
- 企画制作: CREA、KAJIMOTO、ケィ・シィ・エス、オーケストラ・アンサンブル金沢

日程とテーマ
- 2008年（平成20年）5月3日 - 5日
「ベートーヴェンと仲間たち」
- 2009年（平成21年）5月2日 - 4日
「モーツァルトと仲間たち」
- 2010年（平成22年）5月3日 - 5日
「ショパン、ジェネラシオン1810」
- 2011年（平成23年）5月2日 - 4日
「ウィーンのシューベルト」
- 2012年（平成24年）5月3日 - 5日
「サクル・リュス」ロシアの祭典
- 2013年（平成25年）5月2日 - 4日
「パリ、至福の時」
- 2014年（平成26年）5月3日 - 5日
「ウィーン・プラハ・ブダペスト  - 三都物語 - 」
- 2015年（平成27年）5月3日 - 5日
「パシオン・バロック - バッハ・ヘンデル・ヴィヴァルディ -」
- 2016年（平成28年）5月3日 - 5月5日
「ナチュール - 自然と音楽 -」

会場
- 石川県立音楽堂
- 金沢駅周辺
- 金沢市アートホール（ポルテ金沢内）
- 北國新聞赤羽ホール
- 富山県高岡文化ホール
- ハーモニーホールふくい

ラフォルジュルネ金沢は、実行委員会側とKAJIMOTO側との運営方針に相違が生じたため2016年（平成28年）の「ナチュール - 自然と音楽 -」を最後に終了となった。2017年（平成29年）からは、形式を変えた新たな音楽祭「風と緑の楽都音楽祭」が開催されている。

### 鳥栖
主催等
- 主催: ラ・フォル・ジュルネ鳥栖「熱狂の日」音楽祭実行委員会
- 企画制作: CREA、KAJIMOTO、九州交響楽団

日程とテーマ
- 2011年（平成23年）5月6日、7日
「ウィーンのベートーヴェン」
- 2012年（平成24年）5月5日、6日
「サクル・リュス」ロシアの祭典
- 2013年（平成25年）5月5日、6日
「モーツァルト」

会場
- 鳥栖市民文化会館
- 鳥栖市中央公民館

2014年（平成26年）も開催が計画されていたが、制作会社から同規模でも契約金を1.5倍とすることを要求し、交渉が難航したことから2013年（平成25年）10月7日に中止を発表。2、3年ごとの開催も視野に入れ交渉は継続すると発表された。

## 関連番組
OTTAVA
毎年、会場より公開生中継をしている。
今日は一日○○三昧（NHK-FM）
2006年（平成18年）から2015（平成27年）年まで「今日は一日“ラ・フォル・ジュルネ”三昧」として、2016年（平成28年）以降は「まるっと ラ・フォル・ジュルネ」として、東京国際フォーラムでの公演の一部が生放送または時差放送された。
おとなの時間割『ラ・フォル・ジュルネの旅』（TBSラジオ、2006年11月 - 2007年3月）

### 注記
1. ↑  熱狂の一日、祝祭の一日。
2. ↑  クラシック音楽の公演では未就学児の入場は拒否されることが多い。
3. ↑  2010年（平成22年）は東京国際フォーラムで有料公演が170公演、無料公演が91公演、丸の内と周辺地域で92公演、東京芸術劇場で1公演、合計358公演。出演者総数1327人。東京国際フォーラムのチケット販売数13万9030枚。
4. ↑  講習会。
5. ↑  リスト、ブラームス、マーラー、リヒャルト・シュトラウス、シェーンベルク。
6. ↑  丸の内及び周辺地域は4月27日から。
7. ↑  4年ぶりの開催。
8. ↑  2018年（平成30年）。
9. ↑  プレ公演は4月22日、関連イベントは4月20日から5月6日。
10. ↑  プレ公演は4月26日。
11. ↑  プレ公演は4月16日。
12. ↑  プレ公演は4月15日。
13. ↑  白山公園内。
14. ↑  プレイベントは5月1日。
15. ↑  金沢駅及び周辺地域は4月29日から。
16. 1 2 3  福井、石川、富山の北陸3県地域は4月28日から。
17. ↑  福井、石川、富山の北陸3県は4月29日から。
18. ↑  富山県高岡市。2009年（平成21年）から。
19. ↑  福井県福井市。2009年（平成21年）から。